# Junonia swinhoei
Junonia swinhoei är en fjärilsart som beskrevs av Butler 1885. Junonia swinhoei ingår i släktet Junonia och familjen praktfjärilar. Inga underarter finns listade i Catalogue of Life.